# Tjärnmyrtjärnen (Gåxsjö socken, Jämtland)
Tjärnmyrtjärnen är en sjö i Strömsunds kommun i Jämtland och ingår i Indalsälvens huvudavrinningsområde.